# Port lotniczy Digby/Annapolis
Port lotniczy Digby/Annapolis (IATA: YDG, ICAO: CYID) – regionalny port lotniczy położony 8,3 kilometra na południe od Digby, w prowincji Nowa Szkocja, w Kanadzie.

## Drogi startowe i operacje lotnicze
Operacje lotnicze wykonywane są z asfaltowej drogi startowej:
- RWY 06/24, 1206 × 23 m